# Пьяско
Пьяско (итал. Piasco) — коммуна в Италии, располагается в регионе Пьемонт, в провинции Кунео.
Население составляет 2797 человек (2008 г.), плотность населения составляет 264 чел./км². Занимает площадь 11 км². Почтовый индекс — 12026. Телефонный код — 0175.
Покровителем населённого пункта считается святой Рох.

## Демография
Динамика населения:

## Администрация коммуны
- Официальный сайт: http://www.comune.piasco.cn.it/